# سیسی (فیلم)
سیسی (آلمانی: Sissi) فیلمی در ژانر درام، زندگی‌نامه‌ای، و عاشقانه به کارگردانی ارنست ماریشکا محصول ۱۹۵۵ اتریش است. از بازیگران آن می‌توان به رومی اشنایدر، هاینتس بوم، ماگدا اشنایدر، گوستاو کنوت، و اوتو ترسلر اشاره کرد.
این فیلم براساس زندگی الیزابت همسر فرانتس یوزف یکم ساخته شده‌است.